# マクロス・ジェネレーション
『マクロス・ジェネレーション』（MACROSS Generation）は1997年にJRN系ラジオ3局で放送された全10回のラジオドラマ、およびそのドラマCD。マクロスシリーズの外伝的作品である。

## 概要
1997年2月から4月にかけて、桜井智がDJを務めるラジオ番組『アニメExpress〜ギャラクシー・ネットワーク〜』内で放送された。4月には「1st HALF」（前編）と「2nd HALF」（後編）各5話を収録したドラマCDがポリグラムから発売された。主演パッセル役の田村ゆかりは本作で声優デビューし、挿入歌『勇気をください』のシングルCDを発売した。
マクロスシリーズの基本要素のひとつである「歌姫」を中心に、それぞれの夢を追いかける若者達の青春群像が描かれる。時代設定は『マクロス7』と重なる2046年だが、別の宇宙移民船団を舞台にしており、物語に直接的な関連性はない。しかし、伝説のアイドルリン・ミンメイに絡んだ芸能界サクセスストーリーという構図は、『マクロス7』やその外伝『マクロス7 トラッシュ』と共通している。
作中では『超時空要塞マクロス』『超時空要塞マクロス 愛・おぼえていますか』の使用曲を女性声優たちがカヴァーしており、この趣旨による企画アルバム「Legend of Eternal Songs」も発売された。

## あらすじ
新マクロス級超都市移民艦マクロス9を中核とする第9次新マクロス級移民船団は居住可能な惑星を探して宇宙を航海している。艦内の居住区ではリン・ミンメイの再来といわれる歌手カナリー・ミンメイが人気を博している。
カナリーに憧れる少女パッセルは親友のライザとともにミュージカル『リン・ミンメイ物語』のオーディションに合格する。パッセルはラファール、ヴォルフという野生的な魅力を持つ青年2人と出会い、興業界の利権争いに巻き込まれるなど、環境の大きな変化に戸惑いながらも、主役のミンメイ役を目指して厳しいレッスンに打ち込む。

## スタッフ
- 脚本：富田祐弘
- 音響監督：本田保則
- 音響効果：蔭山満（FIZZ SOUND）
- 録音：川崎公敬
- 音響制作：アーツプロ
- キャラクターデザイン・ジャケットイラスト：美樹本晴彦
- エクゼクティブプロデューサー：大西良昌、大西加紋
- 製作：ビックウエスト、ポリグラム

## 主題歌
天使の絵の具
作詞・作曲：飯島真理 / 編曲：坂本洋 / 歌：櫻井智

## 登場人物
パッセル
声 - 田村ゆかり
本作の主人公。カナリー・ミンメイに憧れ、芸能界デビューを夢見る可憐な少女。引っ込み思案だが、信念を曲げない一途さを秘めている。「リン・ミンメイ物語」のオーディション合格後、芸能界の厳しさを知る中で次第にラファールに心惹かれていく。2031年2月18日生まれ（15歳）、木星軌道上衛星都市ブランゴーニュ地区出身。
カナリー・ミンメイ
声 - 桜井智
リン・ミンメイの曲を歌い継ぐ人気アイドル。ミュージカルやドラマの女優としても活躍している（主演テレビドラマは「そっとデ・カルチャー」）。年齢のわりに落ち着いた性格で、パッセルに優しくアドバイスするが、人知れぬ悩みを覗かせることもある。2029年8月2日生まれ（17歳）、地球出身といわれるが詳細不明。第3話から登場。
ラファール
声 - 緒方恵美
マクロス9船団で大人気のコスモバイクレースに出場する新人選手。アルバイトで生活しながら、銀河一のライダーを目指している。ぶっきらぼうだが正義感は強い。名前はフランス語で「突風」を意味する。2029年12月5日生まれ（17歳）、木星居住区ミランダ15区画出身。
ヴォルフ
声 - 檜山修之
マクロス9船団の裏社会で台頭する野心家。コスモバイクレースの興行権を狙っている。対抗組織にバルキリーで殴りこむなど手荒な手段も厭わないが、ロマンチストな一面も持ち合わせる。2027年4月25日生まれ（19歳）、出身地不明。
ライザ
声 - 吉田小百合
パッセルの親友。性格は対照的にさばけており、良き相談相手でもある。幼なじみのラファールにひそかに恋していたが、公私ともラファールに急接近するパッセルにジェラシーを抱く。2030年6月3日生まれ（16歳）、木星居住区ミランダ14区画出身。
ガーナ
声 - 子安武人
ヴォルフの子分。お調子者だが兄貴分を慕う気持ちは強い。半年前まで統合軍の前衛艦で給仕兵として働いていた。2027年11月15日生まれ（19歳）、土星環状衛星都市レッズウッド地区出身。
ダスティ
声 - 鈴置洋孝
演出家ミネルバの助手で「リン・ミンメイ物語」のオーディション合格者を指導する。ダンサーを型にはめようとし、やり方に反発するパッセルを疎む。
サム
声 - 高橋広樹
ヴォルフに殺されたボスダーに代わる裏組織の新リーダー。パッセルを気に入り、ラファールとのカップリングで大企業のイメージキャラクターに売り込む。さらにダスティを利用し、パッセルを我が物にせんと企む。

## サブタイトル
- ACT 1 雨の中（12分15秒）
- ACT 2 予感（10分3秒）
- ACT 3 カナリー・ミンメイ（11分2秒）
- ACT 4 ハード・エスケイプ（7分3秒）
- ACT 5 未来のDIARY（7分42秒）
- ACT 6 再会（12分44秒）
- ACT 7 運命の歯車（12分46秒）
- ACT 8 ファースト・キス（9分53秒）
- ACT 9 危険なアプローチ（8分58秒）
- ACT 10 夢に向かって…（12分36秒）

## 関連CD

### ドラマCD
マクロス・ジェネレーション 1st HALF
ACT1〜5を収録、全48分7秒。1997年4月9日発売。
マクロス・ジェネレーション 2nd HALF
ACT6〜10を収録、全56分59秒。1997年4月16日発売。

### シングル
勇気をください
作詞：森由里子 / 作曲：羽田健太郎 / 編曲：松尾早人 / 歌：田村ゆかり
1997年3月27日発売

### アルバム
マクロス・ジェネレーション Legend of Eternal Songs
1. 愛・おぼえていますか（歌：櫻井智）
2. 天使の絵の具（歌：櫻井智）
3. 未来のDIARY（歌：田村ゆかり）
4. 0-G Love（歌：吉田小百合）
5. 私の彼はパイロット（歌：櫻井智）
6. シルバームーン・レッドムーン（歌：櫻井智）
7. 愛は流れる（歌：吉田小百合）
8. ランナー（歌：緒方恵美）
9. 勇気をください（歌：田村ゆかり）

10.〜18.に1.〜9.のカラオケバージョン収録（全18曲）。1997年5月14日発売。